# セルジュ＝ジュニオール・マルティンソン・ングアリ
セルジュ＝ジュニオール・マルティンソン・ングアリ（Serge-Junior Martinsson Ngouali 、1992年1月23日 - ）は、スウェーデン出身のプロサッカー選手。ガボン代表。ハンマルビーIF所属。ポジションは、ミッドフィールダー。

## 人物
スウェーデン人の母とガボン移民の父親の間に生まれた。双子の兄弟もサッカー選手をしている。

## 代表歴
ユース年代ではスウェーデン代表に選出されていた。
アフリカネイションズカップ2017に臨むサッカーガボン代表のメンバーに選ばれた。グループステージのブルキナファソ戦でガボン代表デビュー。